# Alejandro I de Imericia
Alejandro I (en georgiano: ალექსანდრე I, Alek andre I) (muerto 1389), de la dinastía Bagrationi, fue rey del reino georgiano occidental de Imericia de 1387 a 1389. Con anterioridad fue eristavi ("duque") de Imericia bajo la autoridad de los reyes de Georgia.
Alexander nació en algún momento después de 1358 en la familia de Bagrat I de Imericia, entonces duque (y exrey) de Imericia, y su mujer, un atabeg Jaqueli de Samtskhe. A la muerte de su padre en 1372, Alejandro fue nombrado por el rey Bagrat V de Georgia como duque de Imericia. En 1387,  aprovechó las invasiones timúridas de Georgia y se proclamó rey de Imericia en el monasterio de Gelati, pero la ciudad de Kutaisi quedado en manos de los lealistas de Bagrat V  y los duques de Mingrelia, Guria, Abjasia, y Svaneti rechazaron unirse a ellos. Alejandro capturó varias fortalezas en Imericia, pero Kutaisi quedó fuera de su control. Murió en 1389 y fue sucedido por su hermano Jorge I.
Alejandro estuvo casado con una cierta Ana, con la que tuvo dos hijos:
- Príncipe Demetrio (muerto 1455), Duque de Imericia;
- Princesa Tamar (muerta c. 1441), mujer de Alejandro I de Georgia.